# Inga Thompson
Kristin Inga Thompson-Benedict (ur. 27 stycznia 1964 w Salt Lake City) – amerykańska kolarka szosowa, trzykrotna wicemistrzyni świata.

## Kariera
Pierwszy sukces w karierze Inga Thompson osiągnęła w 1987 roku, kiedy wspólnie z Jane Marshall, Sue Ehlers i Leslie Schenk zdobyła srebrny medal w drużynowej jeździe na czas podczas mistrzostw świata w Villach. W tym samym roku zdobyła srebrny medal w wyścigu ze startu wspólnego na igrzyskach panamerykańskich w Indianapolis. Na rozgrywanych trzy lata później mistrzostwach świata w Utsunomiya Amerykanki w składzie: Inga Thompson, Eve Stephenson, Phyllis Hines i Maureen Manley ponownie zdobyły srebrny medal w drużynowej jeździe na czas. Ostatni medal zdobyła na mistrzostwach świata w Stuttgarcie, gdzie była druga w wyścigu ze startu wspólnego. W zawodach tych wyprzedziła ją jedynie Holenderka Leontien van Moorsel, a trzecie miejsce zajęła Alison Sydor z Kanady. Trzykrotnie startowała na igrzyskach olimpijskich, najlepszy wynik osiągając na igrzyskach w Seulu w 1988 roku, gdzie była ósma w wyścigu ze startu wspólnego. Ponadto w latach 1986 i 1989 zajmowała trzecie miejsce w klasyfikacji generalnej Tour de France Féminin, w 1986 roku była druga w Postgiro Norway, a w 1991 roku zwyciężyła w holenderskim Groeistad Amersfoort Klassieker. Kilkakrotnie zdobywała medale mistrzostw kraju, w tym cztery złote.